# 于克
克（1913年—2004年），原名于文，曾名于树文、闻昭义、于心之，男，吉林长春人，中华人民共和国政治人物。

## 生平
早年毕业于北平中山中学，1939年，任中共山东分局社会部组织科长。1941年，任胶东区党委社会部长等。1945年，任东北人民自治军副司令员。后任东北民主联军吉黑纵队独立团政委、吉辽省委社会部部长兼公安处处长、长春公安局局长、吉林省公安厅厅长。
中华人民共和国成立后，担任吉林省副省长。1979年，担任中共吉林省委副书记、省长、省人大常委会主任。